# Kema (socken)
Kema (kinesiska: 克玛, 克玛乡) är en socken i Kina. Den ligger i den autonoma regionen Tibet, i den sydvästra delen av landet, omkring 450 kilometer väster om regionhuvudstaden Lhasa. Antalet invånare är 3 958. Befolkningen består av 1 901 kvinnor och 2 057 män. Barn under 15 år utgör 28,0 %, vuxna 15-64 år 65 %, och äldre över 65 år 5,0 %.
Genomsnittlig årsnederbörd är 764 millimeter. Den regnigaste månaden är juli, med i genomsnitt 192 mm nederbörd, och den torraste är november, med 5 mm nederbörd.